# Суслёнков, Артём Сергеевич
Артём Сергеевич Суслёнков (род. 24 сентября 1995, Волгоград, Россия) — российский боксёр-профессионал, выступающий в тяжёлой весовой категории. Мастер спорта России международного класса, чемпион Всемирных военных игр (2019), чемпион России (2016), бронзовый призёр чемпионата России (2015), бронзовый призёр командного Кубка России (2021), многократный победитель и призёр международных и всероссийский турниров в любителях.
По профессионалам действующий чемпион Европы по версии IBF в тяжёлом весе (2024—н.в)
Лучшая позиция по рейтингу BoxRec — 68-я (январь 2025) и является 4-м среди российских боксёров тяжёлой весовой категории, — входя в ТОП-70 лучших тяжеловесов всего мира.

## Биография
Артём Суслёнков родился 24 сентября 1995 года в Волгограде.
Учился в СДЮСШОР № 9 Центрального района. Живёт и тренируется там же, в Волгограде. Тренеры — А. С. Старцев, А. С. Черноиванов, А. А. Островский. Выступает за волгоградский клуб ЦСКА, служит в спортивной роте, и носит воинское звание «прапорщик».
В середине апреля 2023 года стало известно, что указом президента Украины Владимира Зеленского для Артёма Сусленкова и ряда других российских спортсменов был запрещён въезд на Украину в течение 50 лет и введены другие экономические санкции.
Женат, есть дочь.

## Любительская карьера

### 2011—2016 годы
В ноябре 2011 года выиграл «Турнир сильнейших» на призы губернатора Ульяновской области. В феврале 2014 года выиграл Мемориал Дуйшенкула Шопокова в Бишкеке.
В ноябре 2015 года завоевал бронзовую медаль на чемпионате России по боксу, проходившем в Самаре.
В октябре 2016 года выиграл симферопольский турнир памяти Педро Саэса Бенедикто. В ноябре 2016 года стал чемпионом России по боксу, в финале победив Ивана Верясова.
Приказом министра спорта № 194-нг от 15 декабря 2016 года А. С. Суслёнкову присвоено спортивное звание мастер спорта России международного класса.

### 2017—2019 годы
В феврале 2017 года победил на международном турнире памяти Анатолия Колчина в городе Орша Республики Беларусь. В марте 2017 года дошёл до четвертьфинала молодёжного чемпионата Европы до 22 лет.
В октябре 2019 года, в Ухане (КНР) стал победителем Всемирных военных игр, в весовой категории свыше 91 кг, в финале победив китайца Моу Хайпэнга, за что был награждён автомобилем Toyota Camry и сертификатом на миллион рублей от Федерации бокса России.

### 2020—2021 годы
В конце ноября — начале декабре 2020 года в Оренбурге участвовал на чемпионате России в категории свыше 91 кг, борясь за возможность войти в состав национальной сборной для участия в квалификационном отборочном турнире на Олимпийские игры в Токио. Где в 1/8 финала в конкурентном бою по очкам (3-2) победил Георгия Юновидова, но в четвертьфинале в конкурентном бою по очкам (1-4) проиграл опытному боксёру Ярославу Дороничеву.
Трижды он становился победителем чемпионата Вооружённых сил России (2015, 2016, 2018). И в мае 2021 года стал серебряным призёром чемпионата Вооружённых сил России, в финале проиграв петербуржцу Владиславу Муравину.
В июне 2021 года вместе со сборной командой ПФО стал бронзовым призёром командного Кубка России по боксу прошедшего в Екатеринбурге, в борьбе за бронзу единогласным решением судей победив Евгения Рябцева из команды Санкт-Петербурга.
В конце августа 2021 года в Кемерово участвовал на очередном чемпионате России в категории свыше 92 кг, но в первом раунде соревнований по очкам проиграл Алексею Дронову.

## Профессиональная карьера
9 декабря 2018 года состоялся его профессиональный дебют, когда он досрочно победил опытного грузина Торнике Пуричамиашвили (9-11).
4 августа 2022 года в Дербенте (Россия) досрочно техническим нокаутом во 2-м раунде победил опытного небитого узбекского боксёра Шохруза Рахимова (2-0).
7 октября 2022 года в Москве на турнире Pravda Boxing одержал победу нокаутом над дебютантом Тимуром Доминовым. На первой минуте боя Доминов оказался в нокдауне после пары чистых попаданий Сусленкова, он смог встать до окончания счета рефери, но бой всё равно решено было прекратить ввиду состояния боксера. Победа Сусленкова ТКО.
3 марта 2023 года в Ереване (Армения) единогласным решением судей (счёт: 39—37, 40—36 дважды) победил небитого узбека Мирзохиджона Абдуллаева (3-0-1).
31 марта 2023 года в Москве (Россия) состоялся его выставочный поединок против опытного ганского боксёра Эбенезера Тетте (21-1), в котором Артём техническим нокаутом в 3-м раунде победил ганского боксёра.
3 Февраля 2024 года в Серпухове в вечере «Ночь чемпионов IBA» победил опытного бельгийского боксера Билала Лаггуна (26-4-2). В конце второго раунда соперник побывал в нокдауне, а в перерыве отказался от продолжения боя. Таким образом была зафиксирована победа россиянина отказом (RTD).
14 апреля 2024 года в Ташкенте (Узбекистан) в выставочном бою встретился с американцем Майклом Хантером (22-1-2, 16 КО) в вечере бокса «Ночь чемпионов IBA». После 10 раундов боя единогласным решением победу праздновал россиянин. Счёт: 80—72 трижды. Бой вошел в статистику IBA-pro отдельного раздела BoxRec не показываясь в общей статистике.
7 июня 2024 года в Москве принял участие в очередном вечере суперсерии «Бойцовского клуба РЕН ТВ» и победил нокаутом участника Олимпийских Игр 2004 года от Венесуэлы 42-летнего Уилмера Васкеса (12-3-2). Бой продлился три раунда из отведенных восьми. Первый раунд прошел с преимуществом россиянина, Васкес провел раунд в основном в защите. Второй раунд Сусленков нарастил преимущество, а в третьем отрезке серией в голову в обход блока нокаутировал венесуэльца.
25 октября 2024 года в Москве на волейбольной арене «Динамо» прошел турнир по боксу суперсерии «Бойцовского клуба РЕН ТВ» где встретился с опытнейшим немцем Кристианом Хаммером (27-11). Бой прошел всю отведенную дистанцию в 8-м раундов и закончился победой Сусленкова единогласным решением судей. В поединке он был быстрее, работал по корпусу и проводил множество атак, более тяжелый Хаммер имел локальные успехи, но они не сказались на результате.
31 января 2025 года в Москве в андеркарде боя Муслим Гаджимагомедов - Табисо Мчуну в вечере «Ночь чемпионов IBA» встретился в бою за вакантный пояс IBF Europe с бельгийцем Джеком Муловайи (15-3-1, 11 КО). Бой оказался значительно тяжелее чем ожидалось. Опытный Муловайи сумел навязать плотный вязкий бой в неудобном стиле. В концовке боя Сусленков был чуть лучше соперника таким образом склонив решение судей в свою сторону большинством голосов: 96–94, 95–95, 97–93. После боя высказал мнение что недооценил бельгийца и совершал ошибки. 

## Статистика профессиональных боёв
В таблице перечислены результаты всех поединков боксёров.
В каждой строке указан результат поединка. Дополнительно номер поединка обозначен цветом, который обозначает итог поединка. Расшифровка обозначений и цветов представлена в нижеследующей таблице.
| Пример | Расшифровка                     |
| ------ | ------------------------------- |
|        | Победа                          |
|        | Ничья                           |
|        | Поражение                       |
|        | Планируемый поединок            |
|        | Поединок признан несостоявшимся |
| КО     | Нокаут                          |
| ТКО    | Технический нокаут              |
| PTS    | Решение судей (по очкам)        |
| UD     | Единогласное решение судей      |
| MD     | Решение большинства судей       |
| SD     | Раздельное решение судей        |
| RTD    | Отказ от продолжения боя        |
| DQ     | Дисквалификация                 |
| NC     | Поединок признан несостоявшимся |

| 11 поединков, 11 побед (7 нокаутом). | 11 поединков, 11 побед (7 нокаутом). | 11 поединков, 11 побед (7 нокаутом). | 11 поединков, 11 побед (7 нокаутом). | 11 поединков, 11 побед (7 нокаутом).        | 11 поединков, 11 побед (7 нокаутом). | 11 поединков, 11 побед (7 нокаутом). |
| Бой                                  | Рекорд                               | Дата боя                             | Соперник                             | Место проведения боя                        | Раундов, время                       | Дополнительно |
| ------------------------------------ | ------------------------------------ | ------------------------------------ | ------------------------------------ | ------------------------------------------- | ------------------------------------ | --- |
| 12                                   | 12-0                                 | 25 октября 2024                      | Кристиан Хаммер (27-11)              | Волейбольная арена «Динамо», Москва, Россия | UD 8 (8)                             | |
| 11                                   | 11-0                                 | 7 июня 2024                          | Уилмер Васкес (12-3-2)               | Волейбольная арена «Динамо», Москва, Россия | KO 3 (8)                             | |
| 10                                   | 10-0                                 | 3 февраля 2024                       | Билал Лаггун (26-4-2)                | Серпухов, Московская область, Россия        | RTD 2 (8), 3:00                      | |
| 9                                    | 9-0                                  | 3 марта 2023                         | Мирзохиджон Абдуллаев (3-0-1)        | СК им. Карена Демирчяна, Ереван, Армения    | UD 4 (4)                             | Счёт: 39-37, 40-36 (дважды). |
| 8                                    | 8-0                                  | 7 октября 2022                       | Тимур Доминов (дебют)                | Москва, Россия                              | TKO 1 (6), 0:27                      | |
| 7                                    | 7-0                                  | 4 августа 2022                       | Шохруз Рахимов (2-0)                 | Дербент, Дагестан, Россия                   | TKO 2 (8), 2:53                      | |
| 6                                    | 6-0                                  | 11 июня 2022                         | Александр Степанов (3-11)            | ДГ Ирины Винер-Усмановой, Москва, Россия    | KO 1 (6), 1:40                       | |
| 5                                    | 5-0                                  | 8 мая 2022                           | Евгений Кириченко (0-2-1)            | Серпухов, Московская область, Россия        | UD 6 (6)                             | Счёт: 60-54 (трижды). |
| 4                                    | 4-0                                  | 3 июля 2020                          | Павел Дорошилов (4-2)                | УСК «Крылья Советов», Москва, Россия        | RTD 2 (6), 3:00                      | Счёт на момент остановки: 20-18 (трижды). Команда Дорошилова отказалась продолжать бой после 2-го раунда, когда Дорошилов получил сильное рассечение от случайного столкновения головами. |
| 3                                    | 3-0                                  | 23 марта 2019                        | Педро Мартинес (10-0)                | ДС «Надежда», Серпухов, Россия              | UD 6 (6)                             | Счёт: 59-54 (трижды). |
| 2                                    | 2-0                                  | 21 декабря 2018                      | Даниэль Роблес (2-4-2)               | Спортзал «Звездный», Астрахань, Россия      | KO 1 (6), 0:19                       | |
| 1                                    | 1-0                                  | 9 декабря 2018                       | Торнике Пуричамиашвили (9-11)        | ДС «Лужники», Москва, Россия                | RTD 1 (4), 3:00                      | Дебют в профессиональном боксе. |